# Dyscia belgiaria
Dyscia belgiaria là một loài bướm đêm trong họ Geometridae.